# Panoramastadion (Bad Aussee)
Das Panoramastadion ist ein österreichisches Fußballstadion in Bad Aussee. Es wurde vom SV Bad Aussee genutzt und ist jetzt Heimstätte des Nachfolgevereines FC Ausseerland.
Das Panoramastadion wurde 2003 errichtet und fasst knapp 3.000 Zuseher, rund 800 davon auf Sitzplätzen der gedeckten Haupttribüne. Nach dem Aufstieg des SV Bad Aussees in die Erste Liga musste insbesondere die Flutlichtanlage, die über eine zu geringe Lichtstärke für Fernsehspiele verfügte, nachgerüstet werden, was es aber mit sich brachte, dass der Klub in der Hinrunde in das Stadion Donawitz ausweichen musste.
Nach Errichtung wurde das Stadion mit dem „Steirischen Holzbaupreis“ ausgezeichnet. Seit der Auflösung des SV Bad Aussee im Jahr 2011 spielt der Nachfolgeverein FC Ausseerland im Panoramastadion. Mit der Gründung dieses neuen Vereines wurde das Panoramastadion in „Kleine Zeitung Arena“ umbenannt. Nach Ausstieg der Kleinen Zeitung als Stadionsponsor im Dezember 2016 erfolgte die Umbenennung in Christof Industries Arena Bad Aussee.